# Salt (Girona)
Salt ist eine Stadt in der Provinz Girona der autonomen Region Katalonien im Nordosten Spaniens mit 33.904 Einwohnern (Stand: 2024). Es ist eine der am dichtesten besiedelten Gemeinden der  Comarca Gironès.

## Geographie

### Geographische Lage
Salt liegt am Fluss Ter, der die Stadt von Westen nach Osten durchfließt, in unmittelbarer Nähe der Stadt Girona. Es ist die zweitgrößte Gemeinde im Stadtgebiet von Girona.

## Geschichte
Die ersten Bewohner der Region waren vermutlich Iberer. Die Region, über die die Westgoten herrschten, wurde im 7. Jahrhundert von den Mauren erobert. Im Jahre 785 wurde die Stadt Girona von Karl dem Großen – in der unmittelbaren Nähe von Salt – erobert und zu einer der vierzehn ursprünglichen Grafschaften Kataloniens gemacht (siehe auch Grafschaft Girona). Die Region um Girona wurde im Jahre 793 von Hischam I., dem Emir von Córdoba gebrandschatzt und entvölkert.
Erstmals wird Salt (Salto) im Jahre 823 in einem der ältesten erhaltenen Dokumente der Region erwähnt. Für die Herkunft des Namens Salt gibt es zwei Hypothesen: Die erste Hypothese leitet Salt vom spanischen Wort „Salto“ für Wasserfall ab. Im Italischen bedeutet das Wort Salto zudem „Wasserfallhöhe einer Mühle“, somit wäre Salt ein Ort, an dem eine Wassermühle betrieben wurde. Laut der zweiten Hypothese steht der Name Salt (Saltu) für einen Ort, an dem mit Salz gehandelt wurde (1166, 1182, 1245, 1305, 1362…).
Während des Mittelalters war die Gemeinde ausschließlich bäuerlich geprägt. Die Bevölkerung wohnte in Masias, den für die Region Katalonien typischen Bauernhäusern, entlang des Acequia del Monars. Die Region blieb bis zum 18. Jahrhundert landwirtschaftlich geprägt, wobei die Einwohnerzahl von Salt sehr klein blieb.
Im 19. Jahrhundert siedelten sich mehrere Textilfabriken entlang des Bewässerungskanals Acequia del Monars an. Im Jahre 1910 wurde Joan de Coma i Cros alleiniger Eigentümer aller drei Textilfabriken in Salt, die eine grundlegende Reform der industriellen Infrastruktur zwischen 1910 und 1923 einleitete: Genannt sei hier die Erweiterung der Textilfabrik Coma i Cros, heute Sitz des ERAM College für neue Medien und der Bau des Elektrizitätswerkes Montfullà.
In der Zeit der Zweiten Republik und des Spanischen Bürgerkrieges erlebte die Gemeinde eine bemerkenswerte kulturelle Blüte, mit den Publikationen El Poble de Salt (1930) und L’amic del poble (1931). Zudem konsolidierte sich der Anarchismus in Salt. Vor der Einnahme der Stadt flohen viele republiktreue Einwohner nach Frankreich. Nach der Einnahme der Stadt am 4. Februar 1939 durch Francos Truppen wurde der Anarchosyndikalismus in Salt durch repressive Maßnahmen brutal beendet.
Durch den Bau von Wohnquartieren für Arbeitskräfte aus Andalusien und der Extremadura, ohne Parks oder Grünanlagen, verringerte sich ab 1974 die Lebensqualität in Salt deutlich. Im Jahre 1975, während der faschistischen Regentschaft Francos, wurde Salt zusammen mit Sarrià de Ter der Stadt Girona eingemeindet. Im Jahre 1983 wurde Salt, nach einem intensiven Ringen um die Körperschaft des öffentlichen Rechts, erneut selbständig und wieder von der Gemeinde Girona getrennt.

## Einwohnerentwicklung der Stadt Salt
Die Bevölkerung von Salt wuchs im zwanzigsten Jahrhundert von 2.000 auf über 20.000 Einwohner an und ist heute die am dichtesten besiedelte Region des Gemeindeverbundes Girona (4249 Personen pro km², nach Daten aus 2004). Die Ursache war vor allem die florierende Textilindustrie. Durch den Zuzug von Arbeitskräften aus Andalusien und der Extremadura stieg die Einwohnerzahl von 1960 bis 1970 von 7.077 auf 11.467. Bis zum Anfang des Jahrhunderts stieg die Einwohnerzahl weiter auf 22.017 durch einen weiteren Zuzug von Arbeitskräften aus Marokko (4852 Einwohner), Gambia (1780) und Lateinamerika. Aufgrund des nicht zu vernachlässigbaren Wegzuges der einheimischen Bevölkerung und des Zuzugs von ausländischen Arbeitskräften stieg die Zahl der Einwohner mit ausländischer Staatsangehörigkeit besonders in den letzten zehn Jahren – laut der Tageszeitung El País – von 10 % (2000) auf 43 % (2010) an.
|               | 1497 | 1553 | 1717 | 1787 | 1857  | 1877  | 1887  | 1900  | 1910  | 1920  | 1930  | 1940  | 1950  | 1960  | 1970   | 1981 | 1990   | 2000   | 2010   |
| ------------- | ---- | ---- | ---- | ---- | ----- | ----- | ----- | ----- | ----- | ----- | ----- | ----- | ----- | ----- | ------ | ---- | ------ | ------ | ------ |
| Einwohnerzahl | 20   | 23   | 122  | 255  | 1.316 | 1.619 | 2.105 | 2.280 | 3.125 | 4.185 | 5.360 | 5.321 | 5.956 | 7.077 | 11.467 | –    | 21.738 | 22.017 | 30.304 |

Eingemeindung der Stadt Salt in die Körperschaft des öffentlichenrechten Rechts der Stadt Girona von 1975 bis zum 3. März 1983.

## Politik

### Stadtratswahl
| Stadtratswahl                                            | 2007             | 2007    | 2007  |
| -------------------------------------------------------- | ---------------- | ------- | ----- |
| Partei                                                   | Kandidat         | Stimmen | Sitze |
| Partit dels Socialistes de Catalunya – Progrés Municipal | Iolanda Pineda   | 2.974   | 9     |
| Convergència i Unió                                      | Jaume Torramadé  | 2.798   | 8     |
| Esquerra Republicana de Catalunya – Acord Municipal      | Joan Boada       | 661     | 2     |
| Partit Popular de catalanya                              | Antonio González | 519     | 1     |
| Independents per Salt-Candidatura d’Unitat Popular       | Ramon Muñoz      | 489     | 1     |
| Esquerra Unitària                                        | -                | 219     | 0     |
| Esquerra Unida-Izquierda Unida                           | -                | 122     | 0     |
| Democracia Nacional                                      | -                | 15      | 0     |

### Bürgermeisterwahl
| Bürgermeisterwahl           | Bürgermeisterwahl | Bürgermeisterwahl                                 |
| --------------------------- | ----------------- | ------------------------------------------------- |
| Bürgermeister               | Legislatur        | Partei                                            |
| Narcís Devesa i Coll        | 1979–1983         | Partit dels Socialistes de Catalunya              |
| Salvador Sunyer i Aymerich  | 1983–1987         | Partit dels Socialistes de Catalunya              |
| Salvador Sunyer i Aymerich  | 1987–1991         | Partit dels Socialistes de Catalunya              |
| Xavier Corominas i Mainegre | 1991–1995         | Partit dels Socialistes de Catalunya              |
| Xavier Corominas i Mainegre | 1995–1999         | Partit dels Socialistes de Catalunya              |
| Jaume Torremadé i Ribas     | 1999–2003         | Convergència i Unió                               |
| Jaume Torremadé i Ribas     | 2003–2007         | Convergència i Unió                               |
| Iolanda Pineda i Balló      | 2007–2011         | Partit dels Socialistes de Catalunya              |
| Jaume Torramadé i Ribas     | 2011–2015         | Convergència i Unió                               |
| Jordi Viñas Xifra           | 2015-             | Esquerra Republicana de Catalunya-Acord Municipal |

## Nachbargemeinden
Nachbargemeinden von Salt sind neben Girona die Gemeinden Sant Gregori, Bescanó und Vilablareix.

## Sehenswürdigkeiten
Die Stadt Salt würdigte Willy Brandt, dem ehemaligen Präsidenten der Sozialistischen Internationale für seine Verdienste mit der Benennung der Straße „Carrer de Willy Brandt“.

### Innenstadt
Sehenswert sind die vielen Denkmäler.

## Bildung
Seit dem Jahre 2010 schult das Haus des Handwerks, durch einen Beschluss des Stadtrates, junge Menschen in verschiedenen handwerklichen Berufen. Der erste Kurs begann mit 30 jungen Menschen zwischen 16 und 24 Jahren ohne ESO-Abschluss. Ziel ist die Qualifikation junger Menschen für handwerkliche Berufe sowie deren Integration in den regulären Arbeitsmarkt.

## Wirtschaft und Infrastruktur
Salt ist Sitz des auf Off-Road-Motorräder spezialisierten Herstellers GasGas Motos S.a. Die Produktpalette der Firma GasGas Motos S.a. mit rund 350 Beschäftigten umfasst Offroad-Motorräder für die Disziplinen Trial, Motocross, Enduro, Supermoto sowie Quads. 2005 betrug der Marktanteil in Europa bei den Trialmotorrädern 40,8 % und bei Zweitakt-Enduro-Motorrädern 28,8 %.

## Verkehr
Auch das Radfahren wird in Salt durch die Schaffung eines weitreichenden Radwegenetzes gefördert. Zudem verläuft durch den Auwald von Salt ein privilegierter Teil des autofreien Radwanderweges Via Verde del Carrilet. Der Bahntrassenradweg folgt über eine Distanz von 55 km der alten und im Jahre 1969 stillgelegten Schmalspurbahn von Girona nach Olot.
Salt ist über den internationalen Flughafen Girona, der nur 8 km südlich von Salt liegt, gut über die Autobahn AP7 angebunden.

## Städtepartnerschaften
- Lingen (Ems), Niedersachsen, Deutschland
- Quilalí, Nicaragua

## Söhne und Töchter der Stadt
- Carles de Camps i Olzinellas (1860–1939), Ingenieur und Katalanischer Regionalpolitiker
- Jaume Roca i Delpech (1910–1968), Maler und Musiker
- Adrià Puntí (* 1963), Musiker, ehemaliger Leadsänger der Gruppe Umpah-Pah
- Agustí Cabruja i Auguet (1911–1983), katalanischer Schriftsteller
- José Antonio Escuredo (* 1970), ehemaliger spanischer Bahnradsportler
- Delfí Geli (* 1969), Fußballer
- Francesc Vilardell i Gratacós (1828–1889), Textil-Industrieller